# 3x3x4魔術方塊

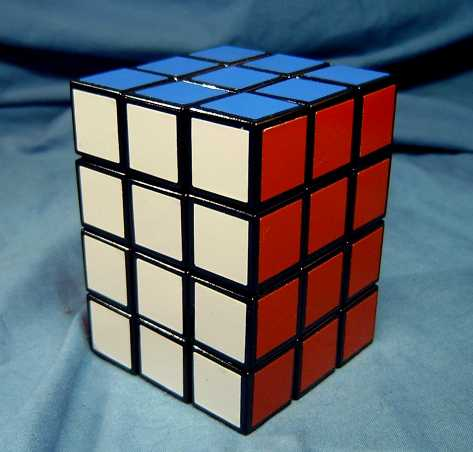
3x3x4魔術方塊

3x3x4魔術方塊是三階魔術方塊的變形。他的外型就是多了一層的三階魔術方塊，或是像2個3x3x2魔術方塊堆在一起。中間兩層得結構類似於3x3x2魔術方塊，並且上下個挖出了一個軌道，而上下兩層有特定的卡榫卡在軌道中。此方塊是Cube4you在2009年8月開始量產的產品，在初期，直接會以散裝的方式發售，消費者必須自己組裝，直到最近才出現組裝完成的版本。此方塊可以使用3x3x2魔術方塊、3階、4階的部分方法來完成。

## 歷史
最早的3x3x4，是用3x3x3黏上一層，但黏上的那一層將無法轉動；
後來出現了改裝方塊的玩家自己用4x4x4黏起來，雖然外觀方塊大小不一樣，但至少較前者完整。

## 變化
先將3x3的面當底面或頂面，因為此時側面只能轉180度，所以每個邊塊角塊都不需考慮方向的變化，只需要考慮位置的變化。
上層和下層的變化各是8!所以有{\displaystyle 8!^{2}=1625702400\,}種變化。
內層的角有上下分別，且都可交換所以有{\displaystyle (4+4)!=40320\,}種變化。
中間的部份，可以看成環狀排列
沒有旋轉時，有{\displaystyle {\frac {8!}{2!^{4}}}=2520}種變化
旋轉180度時，有{\displaystyle 4!=24\,}種變化
以上「必須同時存在」使用乘法原理。
環狀排列必須考慮每個元素為首的情況，此處要除以4
所以共有{\displaystyle 8!^{2}\times (4+4)!\times {\frac {8!\times 4!}{2!^{4}\times 4}}=4.1689\times 10^{15}\,}
即41,688,732,008,448,000種變化，比3階魔術方塊還要少

## 解法

### 第一步
用3x3x2魔術方塊的方法完成中間兩層，每層8塊，有兩層共16塊。

### 第二步
用3x3x2魔術方塊的方法解上下兩層，此時要注意的是，有些公式會造成中間改變，將中間朝上後前後對調的方法為r2 B2 U2 r2 R2 U2 B2 r2，其他部分相同，每層8塊，有兩層共16塊。

## 變體
他的變體有super3x3x4

### super3x3x4
super3x3x4是3x3x4魔術方塊的變體，外型像3x3x4魔術方塊，但是頂面和底面上多了一個圓。其解法和3x3x4魔術方塊相同，但要先處理中間，然後要注意特殊情況。

#### 變化
外面的3x3x4變化數同3x3x4，所以有{\displaystyle 8!^{2}\times (4+4)!\times {\frac {8!\times 4!}{2!^{4}\times 4}}=41688732008448000\,}種變化
上下層內角，其中一個是固定不能動的，所以有{\displaystyle 3!=6\,}種變化
在同一個垂直面上的四個內邊塊必為兩白兩黃，各有6種，有兩個垂直面，所以有{\displaystyle 6^{2}=36\,}。種變化
所以共有{\displaystyle 8!^{2}\times (4+4)!\times {\frac {8!\times 4!}{2!^{4}\times 4}}\times 3!\times 6^{2}=9\times 10^{18}\,}
即9,004,766,113,824,768,000種變化。

## 外部連結
- 3x3x4魔術方塊探討（页面存档备份，存于）